# Évecquemont
Évecquemont est une commune française du département des Yvelines, dans la région Île-de-France, à 15 km à l'est de Mantes-la-Jolie.
Ses habitants sont appelés les Épiscomontois.

## Géographie

Localisation d'Évecquemont dans les Yvelines.

### Situation
La commune d'Évecquemont est située dans le nord du département des Yvelines, en limite du Val-d'Oise, à 19 km environ à l'est de Mantes-la-Jolie, sous-préfecture, et à 32 km environ au nord-ouest de Versailles, préfecture du département. Elle se trouve dans le massif de l'Hautil. La ville la plus proche est Meulan-en-Yvelines à 3,5 km à l'ouest d'Évecquemont.

### Communes limitrophes
La commune est limitrophe de Menucourt au nord-est, Vaux-sur-Seine à l'est et au sud, Meulan-en-Yvelines au sud-ouest, Tessancourt-sur-Aubette au nord-ouest et Condécourt au nord (les communes de Menucourt et de Condécourt font partie du département du Val-d'Oise).

### Hydrographie
Il n'existe pas de cours d'eau permanent dans la commune.
La limite sud de la commune se trouve à environ 350 m de la Seine dont elle est séparée par une bande de terrain partagée entre les communes de Vaux et de Meulan.

### Territoire
Plus de la moitié du territoire communal est occupé par la forêt de l'Hautil, essentiellement dans sa partie nord et nord-est. Quelques étendues agricoles se trouvent dans l'ouest de la commune.
Évecquemont est entrée dans le parc naturel régional du Vexin français le 1er janvier 2007.

### Voies de communication et transports
La commune est traversée par la route départementale D 922 d'axe est-ouest qui mène à Meulan vers l'ouest et vers l'agglomération de Cergy-Pontoise vers l'est.
La commune n'a pas de gare de chemin de fer, la plus proche étant celle de Vaux-sur-Seine à moins de deux kilomètres du centre du village.
Le sentier de grande randonnée GR1 traverse la commune. Il relie Tessancourt-sur-Aubette au nord ouest à Vaux-sur-Seine à l'est.

### Climat
Pour des articles plus généraux, voir Climat de l'Île-de-France et Climat des Yvelines.
En 2010, le climat de la commune est de type climat océanique dégradé des plaines du Centre et du Nord, selon une étude du CNRS s'appuyant sur une série de données couvrant la période 1971-2000. En 2020, Météo-France publie une typologie des climats de la France métropolitaine dans laquelle la commune est exposée à un climat océanique et est dans la région climatique Sud-ouest du bassin Parisien, caractérisée par une faible pluviométrie, notamment au printemps (120 à 150 mm) et un hiver froid (3,5 °C).
Pour la période 1971-2000, la température annuelle moyenne est de 10,8 °C, avec une amplitude thermique annuelle de 14,7 °C. Le cumul annuel moyen de précipitations est de 679 mm, avec 10,1 jours de précipitations en janvier et 7,8 jours en juillet. Pour la période 1991-2020, la température moyenne annuelle observée sur la station météorologique la plus proche, située sur la commune de Boissy-l'Aillerie à 9 km à vol d'oiseau, est de 11,2 °C et le cumul annuel moyen de précipitations est de 635,8 mm,. Pour l'avenir, les paramètres climatiques de la commune estimés pour 2050 selon différents scénarios d'émission de gaz à effet de serre sont consultables sur un site dédié publié par Météo-France en novembre 2022.

## Urbanisme

### Typologie
Au 1er janvier 2024, Évecquemont est catégorisée ceinture urbaine, selon la nouvelle grille communale de densité à sept niveaux définie par l'Insee en 2022.
Elle appartient à l'unité urbaine de Paris, une agglomération inter-départementale regroupant 407  communes, dont elle est une commune de la banlieue,,. Par ailleurs la commune fait partie de l'aire d'attraction de Paris, dont elle est une commune de la couronne,. Cette aire regroupe 1 929 communes,.

### Occupation des solssimplifiée
Le territoire de la commune se compose en 2017 de 77,71 % d'espaces agricoles, forestiers et naturels, 9,28 % d'espaces ouverts artificialisés et 13,02  % d'espaces construits artificialisés.

## Toponymie
Le nom de la localité est attesté sous les formes Episcopi mons, Vesquemontem en 1164, Episcopus mons au XIIe siècle, Aviscomonte en 1210, Episcopimonte en 1337.
« Le mont épiscopal » est donné à cet endroit, presque au sommet du massif de l'Hautil, où était implanté un prieuré de moines bénédictins, relevant de l'abbaye de Fécamp,. Probablement le mont de l'évêque Avesgaud, de la famille de Bellême, évêque du Mans en 997.

## Histoire
Bâtie au sommet d'une colline, sur la rive droite de la Seine, la commune pourrait avoir porté, au Moyen Âge, le nom latin Aviscus mons, le mont aux oiseaux, en raison de rassemblements d'oiseaux migrateurs sur la colline où se situe la commune.
La fondation du prieuré d'Évecquemont au XIIe siècle coïncide avec le développement de la culture de la vigne, de sorte que le village sera principalement peuplé de vignerons jusqu'à la fin du XIXe siècle.
Une bulle du pape Célestin III de 1196, confirme à l'abbaye de Fécamp la propriété de l'ecclesiam de Aviscomonte (l'église d'Évecquemont). A cette époque la paroisse était rattachée au diocèse de Rouen, archidiaconé du Vexin français, doyenné de Meulan.
Les anciens seigneurs avaient droit de haute, moyenne et basse justice. Louise de Villiers de L'Isle-Adam qui épousa Jacques d'O eurent 2 enfants :
- Charles d'O, qui eut la terre de Chapet
- Jacqueline d'O qui eut Évecquemont. Elle se maria à Jacques de Charon, seigneur de Monceaux qui céda, en 1601, Évecquemont à Nicolas Le Clerc de Lesserville[Note 4].

Durant la Fronde un arrêt du Conseil du 15 février 1649 établit une taxe sur les maisons destinée à l'entretien des troupes du Roi. Ainsi Évecquemont, appartenant aux seigneurs de Lesserville est taxé de 3 000 livres.
En 1752, la seigneurie d'Évecquemont est acquise par Jacques Brissard, seigneur de Trielet-de-Thun. En 1782, elle est acquise par Jean Balthazar d'Adhémar et sous la Révolution le domaine est morcelé.
L'exploitation de carrières de pierre à plâtre constituera une autre activité essentielle pour l'économie du village jusqu'au milieu du XXe siècle.
L'église date du XIIe siècle, le chœur, l'abside et le clocher de l'église Notre-Dame-de-l'Assomption datent du XIIIe siècle. Le porche d'entrée de l'église date, quant à lui, du XVIe siècle.
La devise de la commune est Originum feroces, traditionum fidissimi (Intrépides par nature, très fidèles par tradition).
Les deux principales rues du village sont la rue d'Adhémar et la rue de Chollet.
Le comte Jean-Balthazar d'Adhémar, qui avait acquis les seigneuries de Thun et d'Évecquemont en 1782, donna à bail le château d'Évecquemont à son épouse en novembre 1789.
La rue d'Adhémar doit son nom à la comtesse d'Adhémar, née Gabrielle Pauline Bouthillier de Chavigny, qui vécut les années révolutionnaires au château d'Évecquemont, et fit don des pâturages du plateau de l'Hautil à la commune, donation confirmée en 1830 par sa nièce, Madame de Chollet.
En 1908, l'électricité arrive à Évecquemont, mais elle est exclusivement réservée à l'éclairage publique. L'éclairage privé arrivera beaucoup plus tard.
Vers 1934-1935 les routes empierrées du village sont goudronnées.
En août 1944, dans le cadre de la bataille du Vexin, par ordre des autorités d'occupation le village doit être totalement évacué.

## Politique et administration
En 2008, le conseil municipal comprend des conseillers issus de deux listes distinctes. Le maire, Ghislaine Senée, a rejoint le mouvement Europe Écologie Les Verts deux ans après son élection comme maire. Elle est à présent conseillère régionale pour le mandat 2021-2028. Mme Senée a par ailleurs été candidate aux élections sénatoriales de septembre 2011 sur la liste d'union de la gauche menée par Catherine Tasca, sénatrice, 1re vice-présidente du Sénat.

### Liste des maires
| Période                                  | Période  | Identité             | Étiquette | Qualité |
| ---------------------------------------- | -------- | -------------------- | --------- | ------- |
| Les données manquantes sont à compléter. |          |                      |           |         |
| 1965                                     | 1971     | Jean Roux Delimal    |           |         |
| 1971                                     | 1977     | André Hermet         |           |         |
| 1977                                     | 1983     | Pierre-Jean Ledanois |           |         |
| 1983                                     | 1989     | Jean Burgevin        |           |         |
| 1989                                     | 1995     | Paul Quentric        |           |         |
| 1995                                     | 2001     | Jean Burgevin        |           |         |
| mars 2001                                | 2008     | Pierre-Jean Ledanois |           |         |
| mars 2008                                | 2020     | Ghislaine Senée      | EELV      |         |
| 2020                                     | En cours | Christophe Nicolas   |           |         |

Les données antérieures à 1965 ne sont pas encore connues.
- En 1790, Hilaire Legrand, vigneron, est cité comme maire.
- Le vicomte de Chollet est cité comme maire en 1824 et 1830.
- En 1838, le maire se nomme Cauchois, de même qu'en 1858.

### Instances administratives et judiciaires
La commune d'Évecquemont appartient au canton des Mureaux et est rattachée à la communauté urbaine Grand Paris Seine et Oise.
Sur le plan électoral, la commune est rattachée à la septième circonscription des Yvelines, circonscription mi-rurale mi-urbaine du nord-est des Yvelines.
Sur le plan judiciaire, Évecquemont fait partie de la juridiction d’instance de Mantes-la-Jolie et, comme toutes les communes des Yvelines, dépend du tribunal de grande instance ainsi que du tribunal de commerce sis à Versailles,.

## Population et société

### Démographie

#### Évolution démographique
L'évolution du nombre d'habitants est connue à travers les recensements de la population effectués dans la commune depuis 1793. Pour les communes de moins de 10 000 habitants, une enquête de recensement portant sur toute la population est réalisée tous les cinq ans, les populations de référence des années intermédiaires étant quant à elles estimées par interpolation ou extrapolation. Pour la commune, le premier recensement exhaustif entrant dans le cadre du nouveau dispositif a été réalisé en 2006.

En 2022, la commune comptait 759 habitants, en évolution de −3,19 % par rapport à 2016 (Yvelines : +2,72 %, France hors Mayotte : +2,11 %).
| 1793 | 1800 | 1806 | 1821 | 1831 | 1836 | 1841 | 1846 | 1851 |
| ---- | ---- | ---- | ---- | ---- | ---- | ---- | ---- | ---- |
| 387  | 367  | 403  | 328  | 377  | 344  | 354  | 353  | 318  |

| 1856 | 1861 | 1866 | 1872 | 1876 | 1881 | 1886 | 1891 | 1896 |
| ---- | ---- | ---- | ---- | ---- | ---- | ---- | ---- | ---- |
| 288  | 316  | 315  | 306  | 333  | 313  | 314  | 307  | 322  |

| 1901 | 1906 | 1911 | 1921 | 1926 | 1931 | 1936 | 1946 | 1954 |
| ---- | ---- | ---- | ---- | ---- | ---- | ---- | ---- | ---- |
| 271  | 284  | 290  | 275  | 323  | 309  | 327  | 320  | 425  |

| 1962 | 1968 | 1975 | 1982 | 1990 | 1999 | 2006 | 2011 | 2016 |
| ---- | ---- | ---- | ---- | ---- | ---- | ---- | ---- | ---- |
| 452  | 507  | 521  | 541  | 694  | 672  | 766  | 788  | 784  |

| 2021 | 2022 | - | - | - | - | - | - | - |
| ---- | ---- | - | - | - | - | - | - | - |
| 771  | 759  | - | - | - | - | - | - | - |

#### Pyramide des âges
En 2018, le taux de personnes d'un âge inférieur à 30 ans s'élève à 32,8 %, soit en dessous de la moyenne départementale (38,0 %). À l'inverse, le taux de personnes d'âge supérieur à 60 ans est de 25,1 % la même année, alors qu'il est de 21,7 % au niveau départemental.
En 2018, la commune comptait 391 hommes pour 397 femmes, soit un taux de 50,38 % de femmes, légèrement inférieur au taux départemental (51,32 %).
Les pyramides des âges de la commune et du département s'établissent comme suit.
| Hommes | Classe d’âge | Femmes |
| ------ | ------------ | ------ |
| 0,3    | 90 ou +      | 0,3    |
| 5,4    | 75-89 ans    | 6,4    |
| 20,7   | 60-74 ans    | 17,1   |
| 22,9   | 45-59 ans    | 23,1   |
| 18,5   | 30-44 ans    | 19,7   |
| 13,6   | 15-29 ans    | 17,4   |
| 18,6   | 0-14 ans     | 16,1   |

| Hommes | Classe d’âge | Femmes |
| ------ | ------------ | ------ |
| 0,6    | 90 ou +      | 1,4    |
| 6      | 75-89 ans    | 7,8    |
| 13,5   | 60-74 ans    | 14,8   |
| 20,7   | 45-59 ans    | 20,1   |
| 19,6   | 30-44 ans    | 19,9   |
| 18,5   | 15-29 ans    | 16,8   |
| 21,2   | 0-14 ans     | 19,2   |

## Entreprises du Village

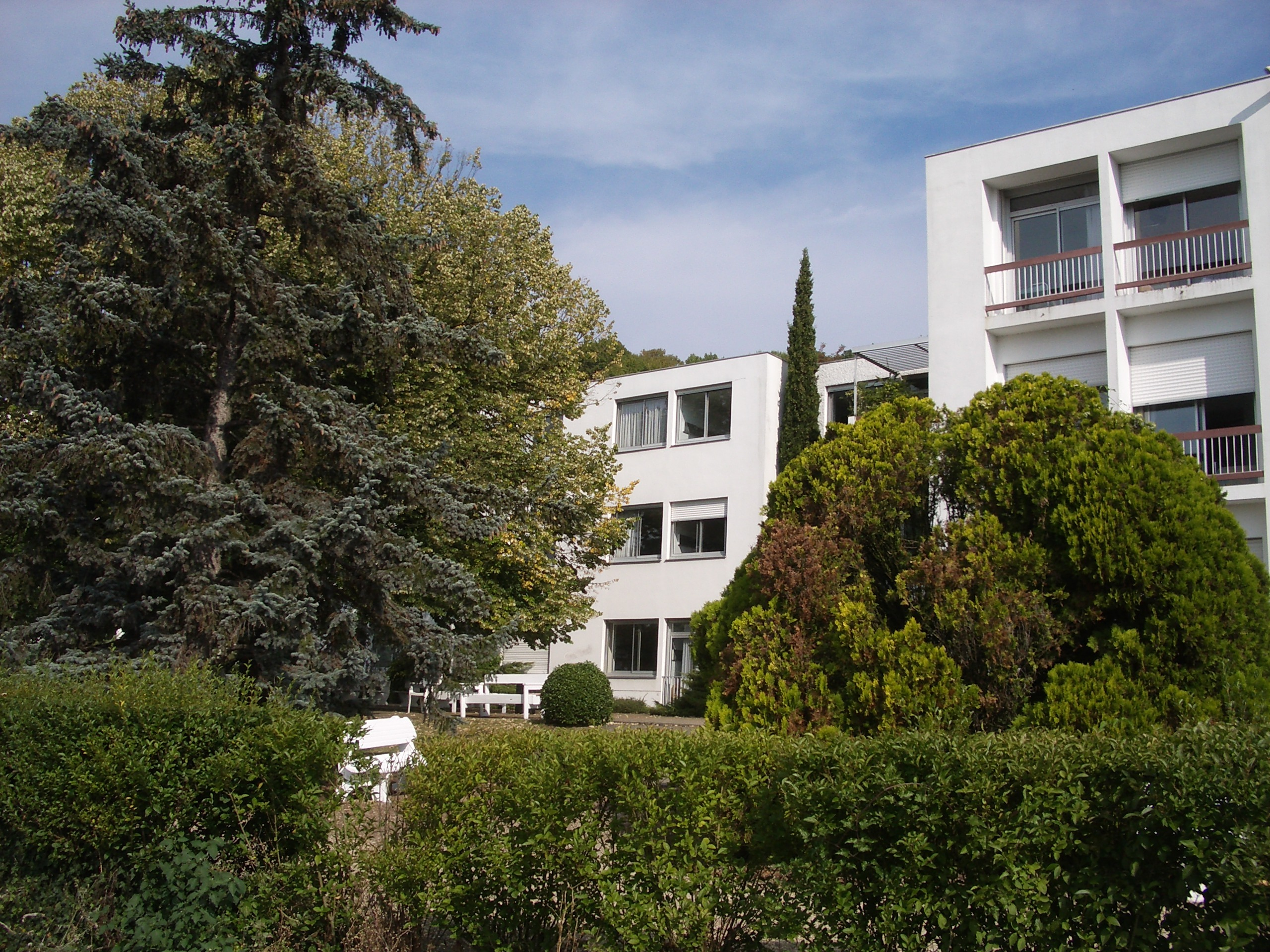
La clinique cardiologique.

### La clinique cardiologique d'Évecquemont
Évecquemont est connue par sa clinique cardiologique réputée, qui a accueilli nombre de personnes célèbres ou anonymes en cure post-opératoire.

## Culture locale et patrimoine

### Lieux et monuments

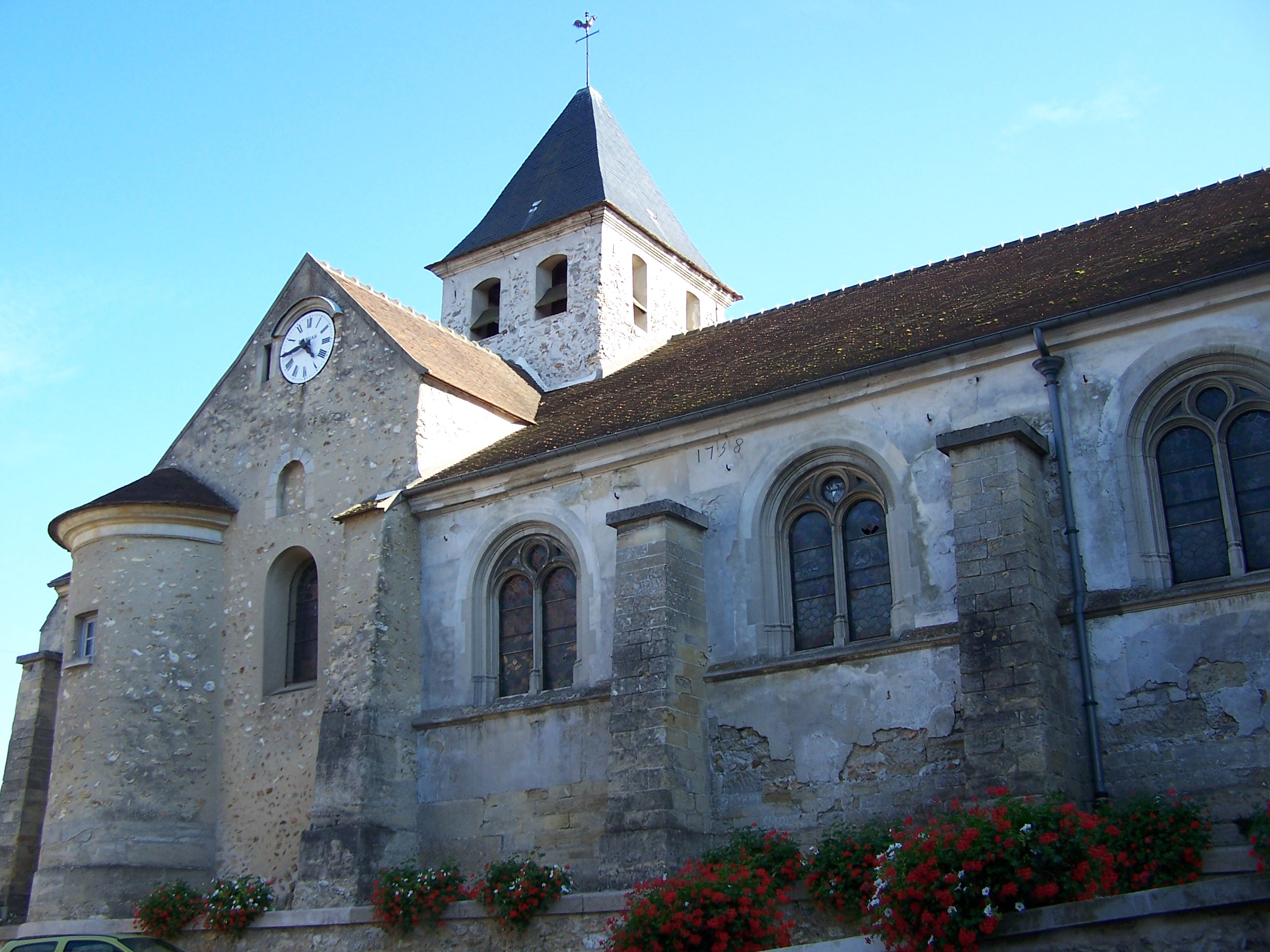
L'église Notre-Dame-de-l'Assomption.

#### Monument historique
Évecquemont ne compte qu’un seul monument historique sur son territoire.
- Église Notre-Dame-de-l'Assomption, rue d'Adhémar (inscrite au titre des monuments historiques par arrêté du 19 juillet 1926[30]).

C'est un édifice de dimensions généreuses, mais d'une architecture peu soignée, excepté le porche Renaissance bâti vers 1565 sous l'architecte Nicolas Le Mercier ; le bas-côté nord Renaissance de la même époque, mais défiguré par une campagne de réparation en 1738 ; et le chœur de style gothique rayonnant de la seconde moitié du XIIIe siècle. Il se compose d'une travée droite flanquée de deux chapelles, et d'une abside à cinq pans. Cette partie de l'église est la mieux conservée, et d'une valeur artistique certaine.

#### Autres éléments du patrimoine
- L'entrée du village, en haut de la rue de Chollet, est agrémentée par un pigeonnier en forme de grosse tour avec un toit en poivrière, qui constitue l'un des éléments de l'ancienne ferme, édifiée au XVIIe siècle. Le pigeonnier a donné son nom à la rue voisine, dite du « Vieux-Colombier ».
- La mairie d'Évecquemont est l'une des très rares communes de France à avoir sur son frontispice un baromètre de taille importante. Cependant, ce baromètre est en panne et l'aiguille bloquée sur « beau temps » (voir, sur la photo de la mairie, l'aiguille à 2 heures). Ce qui fait dire que la commune bénéficie d'un microclimat exceptionnellement favorable !
- Le cimetière d'Évecquemont est situé sur un terrain dont une partie est à flanc de coteau : après une première partie, relativement plane, on trouve le monument aux morts et à partir de celui-ci, le terrain se trouve être incliné en montant pratiquement à 40°. Les sépultures sont donc placées en escaliers, parallèlement, et ainsi étagées sur environ 60 m. Un escalier central permet de monter entre les pieds des tombes. Est aussi présente dans ce cimetière la tombe d'un soldat musulman inconnu.
- Au bas de la rue des Carrières, la champignonnière d'Évecquemont, toujours en activité, permet d'illustrer la culture du champignon de Paris. Tous les vendredis après-midi les champignons sont en vente sur place.

### Galerie

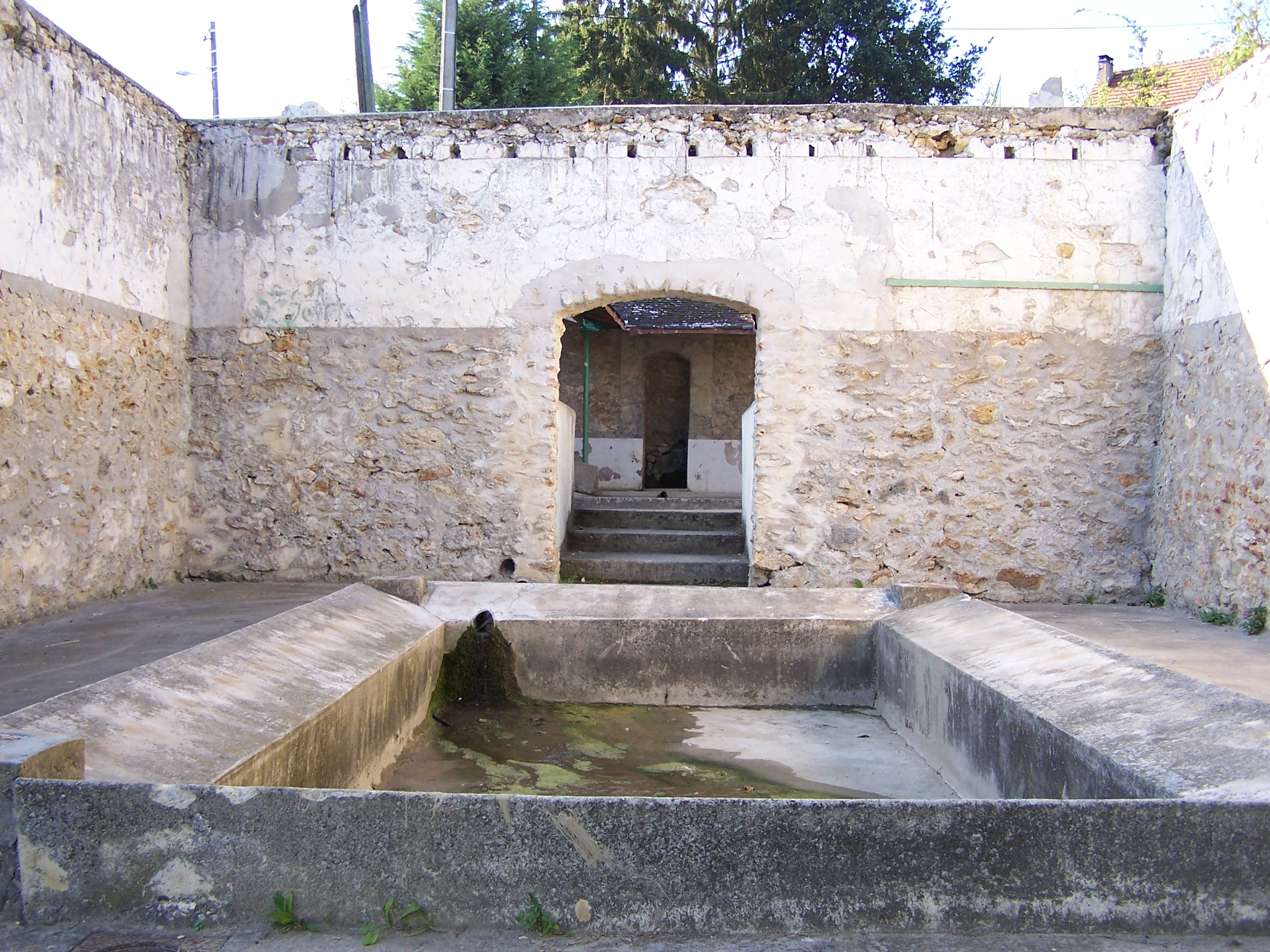
Le lavoir bas. Les marches, au fond, mènent au lavoir haut.
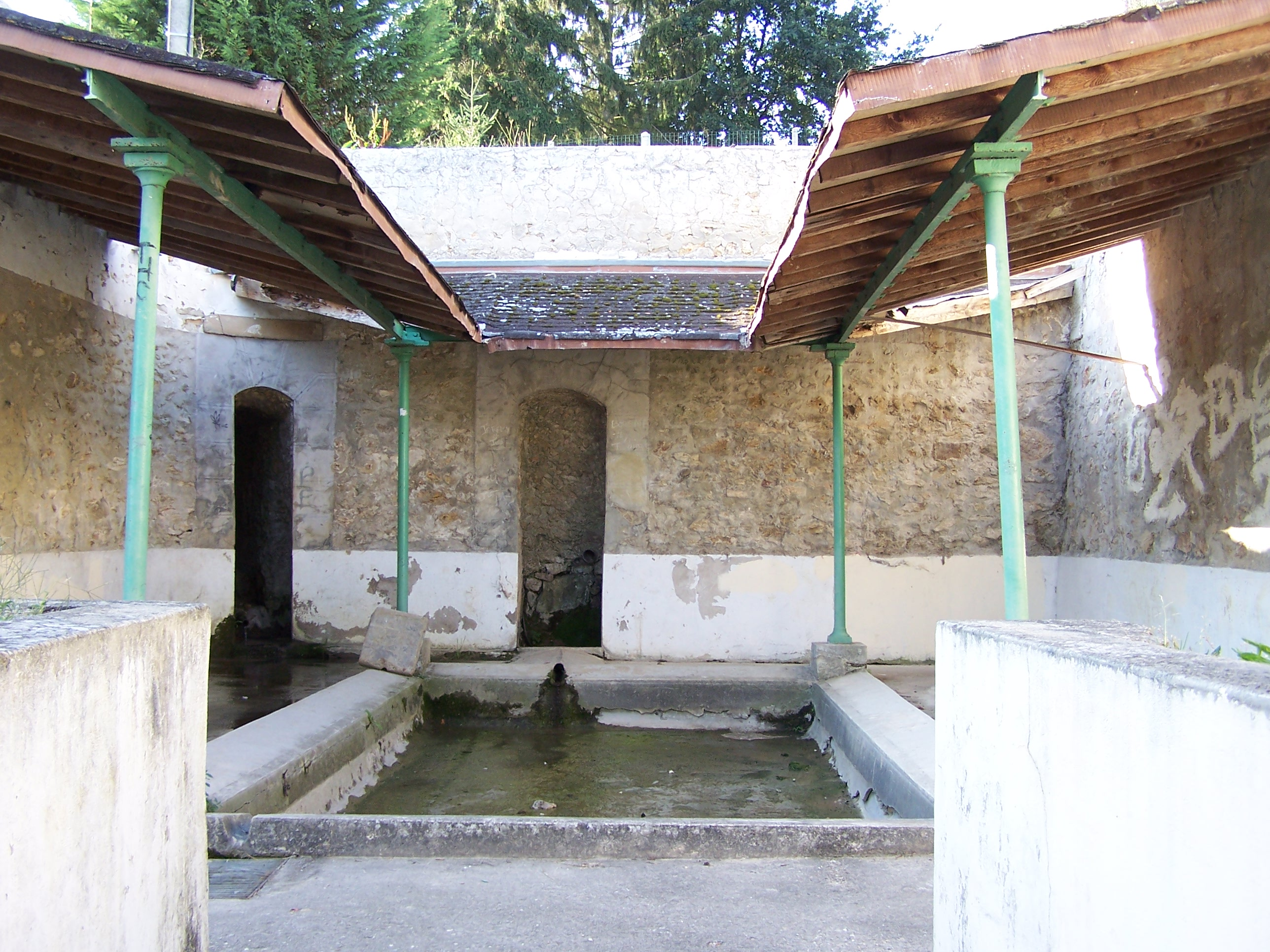
Le lavoir haut.
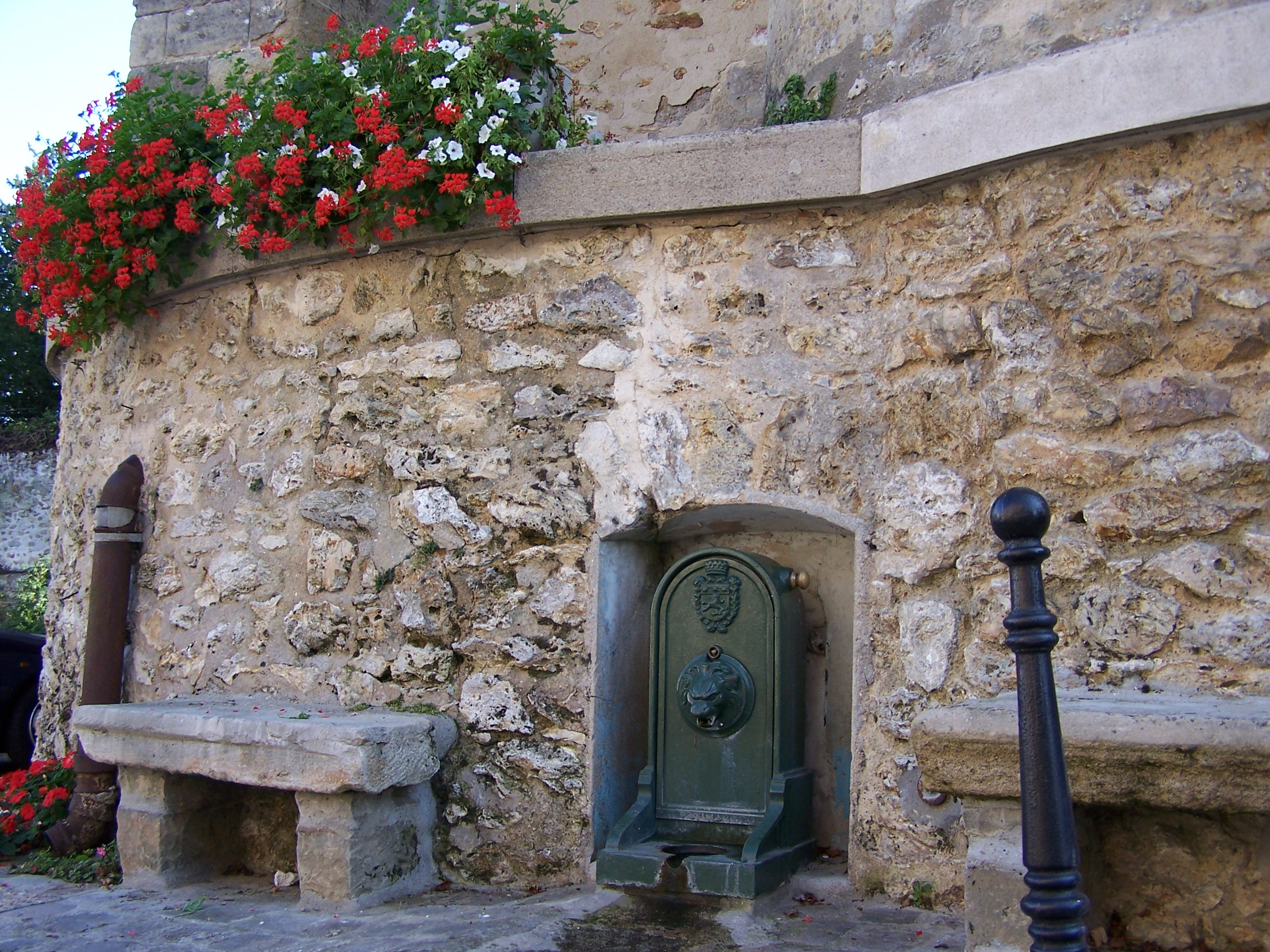
Fontaine au pied de l'église, devant la mairie.
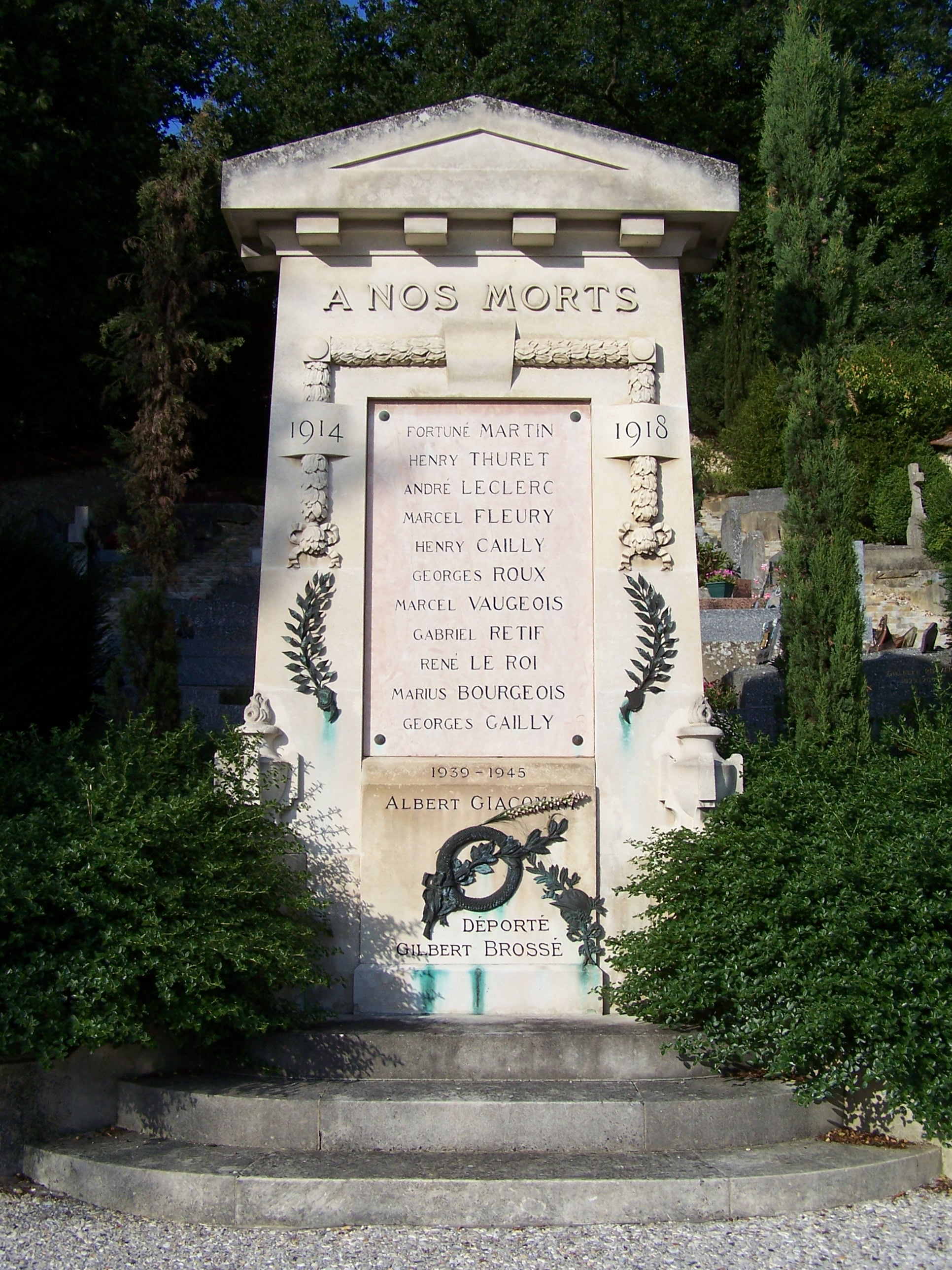
Le monument aux morts, au cimetière.

### La tradition du pain de l'andouille
Le 14 juillet 1789, deux Épiscomontois, entendant parler des troubles parisiens, veulent participer à la prise de la Bastille. Le trajet d'Évecquemont à Paris à pied prenant un certain temps, les deux compères arrivèrent après les évènements. La légende raconte qu’on les retrouva ivres mort et épuisés dans un fossé de bord de route à Vaux-sur-Seine. Le bourgmestre de l’époque apprenant la nouvelle se serait écrié devant la foule rassemblée sur la place du village : « Qu’on attelle la jument, qu’on récupère nos héros, je mets le vin en perce, qu’on sonne les cloches à la volée, j’offre le pain, le vin et l’andouille ! » Depuis, tous les ans le 14 juillet, les Épiscomontois se réunissent et dégustent ensemble des pains garnis d'andouille.

### Personnalités liées à la commune
- Arthur Millon (1852-1913), mort sur la commune, élu maire en mai 1908, chef d'entreprises à Paris dans l'hôtellerie-restauration.
- Marius-François Gaillard (1900-1973), pianiste, compositeur et chef d'orchestre, y a vécu et y est mort.
- Marie-Noëlle Lecomte, dite Nadine Farel (1902-1983), comédienne, administratrice de différents théâtres (dont celui de la Madeleine à Paris) est décédée à Évecquemont.